# Bucinna
Bucinna là một chi bướm đêm thuộc họ Erebidae.